# Wat (menjar)
|  | Aquest article tracta sobre el plat etíop. Si cerqueu un temple monestir de l'Àsia, vegeu «Wat». |

Wat o Wot (amhàric: ወጥ, pronunciat [wətʼ]) o tsebhi (tigrinya: ጸብሒ, pronunciat [sʼɐbħi]) és un guisat de carn i verdures, o només verdures, pres durant el dejuni dels cristians etíops. Es caracteritza, a més de pels diversos condiments que calen, per com es comença rostint les cebes sense fins que no tenen gens de greix i estiguin quasi seques; llavors s'hi afegeix el greix, que farà tornar la ceba una pasta. Per als plats de carn, tradicionalment cal posar mantega (o llet) bullida a foc lent durant unes quantes hores amb diverses espècies (l'equivalent del ghee indi, o manteiga-da-terra, però amb un sabor especial), mentre que per al wot vegetarià s'utilitza l'oli vegetal.
S'hi poden incorporar altres condiments, com ara el berber, una barreja de pebrot, xile i safrà indi per a una salsa menys picant, o sense cap condiment ("atkilt wot"). A continuació, cal afegir-hi la carn (pollastre, cabra o xai) o el peix i les verdures com pèsols, llenties, patates, pastanagues i fulles de remolatxa daurada; en el cas del wot vegetarià, només es couen verdures al wot.